# William Lawvere

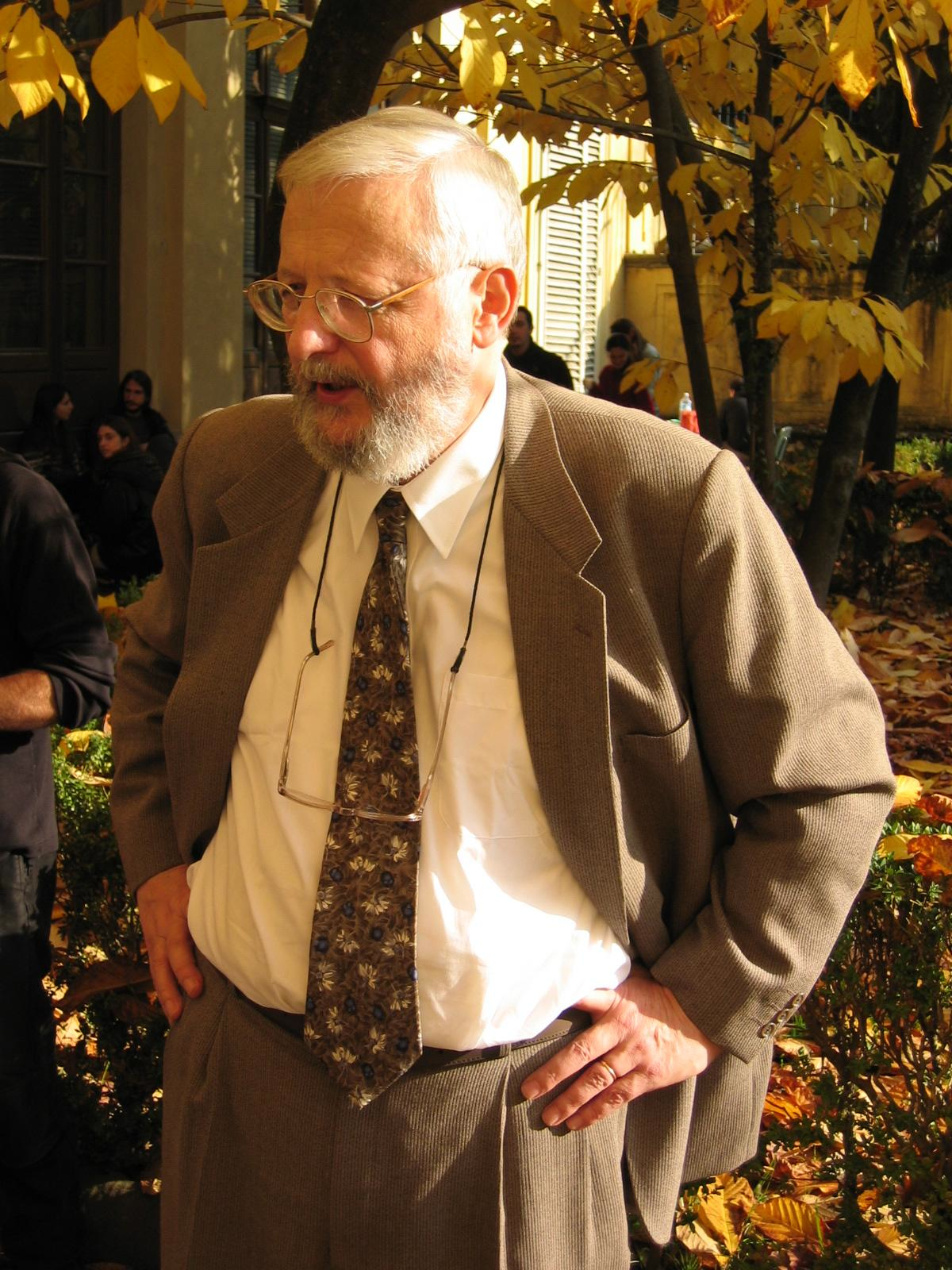
William Lawvere (2003)

Francis William Lawvere, genannt William Lawvere, (* 9. Februar 1937 in Muncie, Indiana; † 23. Januar 2023) war ein US-amerikanischer Mathematiker, der sich mit Kategorientheorie und Algebra beschäftigte. Er war neben Alexander Grothendieck der Begründer der Topos-Theorie.

## Leben
Lawvere studierte an der Indiana University (Bachelor 1960) und wurde 1963 an der Columbia University bei Samuel Eilenberg promoviert (Functorial semantics of algebraic theories). In seiner Dissertation führte er das Konzept der Kategorie der Kategorien ein. Zuvor studierte er ein Jahr an der University of California, Berkeley, bei Alfred Tarski und Dana Scott Modelltheorie und axiomatische Mengenlehre. 1962/63 war er Systemanalytiker bei Litton Industries und 1963/64 Assistant Professor am Reed College in Portland (Oregon). 1964 bis 1967 war er an der ETH Zürich. In dieser Zeit kam er auch über eine Vorlesung von Pierre Gabriel am Mathematischen Forschungsinstitut Oberwolfach mit den abstrakten Konzepten der algebraischen Geometrie von Alexander Grothendieck in Berührung. 1966 wurde er Assistant Professor an der University of Chicago bei Saunders MacLane. 1968/69 war er Associate Professor am Graduate Center der City University of New York bei Alex Heller. 1968/69 forschte er erneut an der ETH Zürich als Sloan Research Fellow, wo er mit Myles Tierney zusammenarbeitete.  1972 bis 1974 war er an der Dalhousie University und ab 1974 Professor an der State University of New York at Buffalo, wo er 2000 emeritierte. 1971/72 war er Gastprofessor an der Universität Aarhus und 1972 bis 1974 hielt er Vorlesungen am nationalen italienischen Forschungsinstitut in Perugia.
Lawvere wandte die Kategorientheorie auch auf die Kontinuumsmechanik an, nachdem er bei einem der führenden Experten auf diesem Gebiet, Clifford Truesdell, als Student Vorlesungen darüber gehört hatte. Seine Hinwendung zur Kategorientheorie geschah ebenfalls in seiner Verbindung zu Truesdell, als er in dessen Auftrag Vorlesungen über Funktionalanalysis hielt und eine Bemerkung in John L. Kelleys General Topology las, in der er den kategorientheoretischen Zugang als Steigerung zu den gängigen lokalen und globalen Zugängen als galaktischen Zugang beschrieb.
Neben Kategorientheorie und Anwendungen in Kontinuumsmechanik und Thermodynamik beschäftigte er sich auch mit metrischen Räumen und synthetischer Differentialgeometrie als Teil seines Programms in kategorischer Dynamik. Der Begriff der Lawvere-Tierney-Topologie ist mit seinem Namen verbunden.
1970 war er Invited Speaker auf dem Internationalen Mathematikerkongress in Nizza (Quantifiers and sheaves). Er war Fellow der American Mathematical Society. 
Er war ab 1966 mit Fatima Fenaroli verheiratet und hinterließ fünf Kinder.

## Schriften
- mit Stephen Schanuel Conceptual mathematics: a first introduction to categories, Cambridge University Press 1997
- Herausgeber mit Stephen Schanuel Categories in Continuum Physics (Buffalo, N.Y. 1982), Springer Lecture Notes in Mathematics, Band 1174, 1986, ISBN 3-540-16096-5
- mit Robert Rosebrugh: Sets for Mathematics, Cambridge University Press, 2003
- Comments on the development of topos theory, in Jean-Paul Pier Development of mathematics 1950-2000, Birkhäuser 2000